# 金明吉

金明吉（朝鮮語:김명길；英語: Kim Myong-Gil；1984年10月16日－）是朝鮮足球運動員。入選過朝鮮國家足球隊。 曾經效力朝鮮足球聯賽球會鴨綠江。
2010年，他以門將身分入選了世界盃足球賽的23人名單。

## 榮譽

### 國家隊
朝鮮
- 亞足聯挑戰盃冠軍：2012年；

### 球會
鴨綠江體育團
- 朝鮮足球甲組聯賽冠軍（2）：2006年、2008年；

## 連接
- Kim Myong-Gil – FIFA國際賽競賽紀錄 (存檔)
- Kim Myong-Gil career stats[永久] at Soccerbase
- 金明吉在National-Football-Teams.com的資料